# هیستریا پرنس
هیستریا پرنس (به انگلیسی: Histria Prince) یک کشتی است که طول آن ۱۷۹٫۹۶ متر (۵۹۰٫۴ فوت) می‌باشد. این کشتی در سال ۲۰۰۸ ساخته شد.